# Norman Taylor
Pour les articles homonymes, voir Taylor.
Norman Taylor est un botaniste américain né en 1883 à Hereford et mort en 1967 à Elmwood[Lequel ?].

## Biographie
Ses parents, leurs trois fils et leur fille émigrent aux États-Unis d'Amérique en 1889. Naturalisé en 1896, il étudie l’agriculture et l’horticulture à l’université Cornell. De 1905 à 1911, il est conservateur assistant au  jardin botanique du Bronx, à New York. Puis, de 1911 à 1929, conservateur au jardin botanique de Brooklyn. Après avoir consacré plusieurs années à la rédaction d’ouvrages encyclopédiques en botanique et en horticulture, il devient le directeur de la Cinchona Products Institut Inc. de 1937 à 1950, puis devient conseiller auprès de l’Institut du quinquina d’Amsterdam de 1951 à 1953. Il obtient en 1958 le titre honorifique de docteur ès sciences de l’université de Washington.
Taylor participe à de nombreuses expéditions scientifiques en Amérique centrale et du Sud. Il est membre de diverses sociétés savantes dont, notamment, l’American Association for the Advancement of Science, le Torrey Botanical Club. Il est l’auteur de nombreuses publications à destination du grand public ainsi que de travaux sur le quinquina.

## Source
- Allen G. Debus (dir.) (1968). World Who’s Who in Science. A Biographical Dictionary of Notable Scientists from Antiquity to the Present. Marquis-Who’s Who (Chicago) : xvi + 1855 p.